# Tappurasaari (ö i Mellersta Finland)
Tappurasaari är en ö i Finland. Den ligger i sjön Pälämä och i kommunen Kuhmois i den ekonomiska regionen  Jämsä  och landskapet Mellersta Finland, i den södra delen av landet, 170 km norr om huvudstaden Helsingfors. Öns area är 0,4 hektar och dess största längd är 100 meter i nord-sydlig riktning.